# Teucholabis (Teucholabis) patens
Teucholabis (Teucholabis) patens is een tweevleugelige uit de familie steltmuggen (Limoniidae). De soort komt voor in het Neotropisch gebied.